# Lobivia schieliana
Lobivia schieliana ist eine Pflanzenart aus der Gattung Lobivia in der Familie der Kakteengewächse (Cactaceae). Das Artepitheton schieliana ehrt den aus Freiburg stammenden deutschen Kakteenliebhaber Wolfgang Schiel (1904–1978).

## Beschreibung
Lobivia schieliana sprosst häufig von der Basis aus und bildet Polster. Die kugelförmigen bis zylindrischen, dunkelgrünen Triebe erreichen bei Durchmessern von 3,5 Zentimetern Wuchshöhen von bis zu 4,5 Zentimeter. Es sind 13 bis 21 Rippen vorhanden. Der einzelne hellbraune Mitteldorn, der anfangs häufig noch fehlt, ist abwärts gebogen und 0,5 bis 0,6 Zentimeter lang. Die etwa 14 kammförmigen bis ausstrahlenden Randdornen sind ineinander verwoben. Sie sind biegsam, weiß, gelblich oder braun und weisen eine Länge von 1 bis 2 Zentimeter auf.
Die kurz trichterförmigen Blüten sind hellrot, rot oder manchmal gelb. Sie sind 4 bis 5 Zentimeter lang und besitzen ebensolche Durchmesser. Die kugelförmigen, saftigen Früchte erreichen Durchmesser von bis zu 1 Zentimeter.

## Verbreitung, Systematik und Gefährdung
Lobivia schieliana ist in den peruanischen Regionen Cusco und Puno sowie im bolivianischen Departamento La Paz in Höhenlagen von 3000 bis 3200 Metern verbreitet.
Die Erstbeschreibung durch Curt Backeberg wurde 1957 veröffentlicht. Weitere nomenklatorische Synonyme sind Lobivia backebergii subsp. schieliana (Backeb.) Rausch (1975), Lobivia backebergii var. schieliana (Backeb.) Rausch (1975), Lobivia backebergii subsp. schieliana (Backeb.) Rausch ex G.D.Rowley (1982) und Echinopsis schieliana (Backeb.) D.R.Hunt (1987).
In der Roten Liste gefährdeter Arten der IUCN wird die Art als „Least Concern (LC)“, d. h. als nicht gefährdet geführt.

## Nachweise